# Сукови
Сукови (пол. Sukowy) — село в Польщі, у гміні Крушвиця Іновроцлавського повіту Куявсько-Поморського воєводства.
Населення — 485 осіб (2011).
У 1975-1998 роках село належало до Бидгощського воєводства.

## Демографія
Демографічна структура станом на 31 березня 2011 року:
|          | Загалом | Допрацездатний вік | Працездатний вік | Постпрацездатний вік |
| -------- | ------- | ------------------ | ---------------- | -------------------- |
| Чоловіки | 237     | 51                 | 167              | 19                   |
| Жінки    | 248     | 57                 | 137              | 54                   |
| Разом    | 485     | 108                | 304              | 73                   |